# 宮益坂ビルディング
宮益坂ビルディング（みやますざかビルディング）は、東京都渋谷区渋谷3丁目に所在する複合ビル。旧ビルの建替事業として計画され、2020年（令和2年）8月竣工した。
2021年度グッドデザイン賞受賞。

## 概要
渋谷駅から徒歩2分の宮益坂下交差点からほど近い場所に、1953年（昭和28年）竣工した旧・宮益坂ビルディングは、日本で最初の分譲マンションとして東京都より分譲された。地上11階地下1建てのビルは、地下と1階が店舗（7区画）、2階から4階が事務所（37区画）、5階から11階が住宅（70戸）の構成で、エレベーターには制服を着たエレベーターガールがおり、ダストシュートやメールシュート、セントラルヒーティング、ビル内の交換手による電話など、最先端の設備が設けられていた。当初は家族での居住も多く、廊下は子供たちの遊び場となっていたが、築年数の経過と共に、周辺の渋谷の様子も変わり、建替えが検討される頃には、自宅利用はごくわずかとなり、賃貸利用が圧倒的に増え、住宅区画の事務所化も進んでいた。
建物の高経年化に伴う外壁や給排水管などの老朽化が進行した、1990年（平成2年）頃には「宮益坂ビルを考える会」を発足させ、建替えの検討を開始。2003年（平成15年）には最初の建替え決議が成立し、2007年（平成19年）には建替えを前提に全権利者が都から底地権を買い取り、所有権建物となった。だが、2008年（平成20年）のリーマンショックの影響を受け、最初の事業協力者が撤退し、計画は一旦、頓挫してしまった。その後、2011年（平成23年）に事業協力者が再募集され、旭化成不動産レジデンスが選定され、翌年4月に新しい計画での建替え決議が成立、組合施行により事業が進められることになり、2016年（平成28年）権利変換許可を得て、建替えに至った。

## 施設構成
地上15階地下2階建ての建物は、1階および3階の一部に店舗（7区画）、2階、3階の一部、4階に事務所（26区画）、5階から15階に住宅（128戸）を配した。店舗・事務所区画と住宅区画のエントランスは分離・独立し、1階の宮益坂に面した側と、3階の東京メトロ銀座線側、ヒカリエデッキ（スカイウェイ）に面した2方面に設けられている。
宮益坂ビルディング ザ・渋谷レジデンス
3階の住宅用エントランスホールには、既存エントランスホールの2層吹き抜けと回り階段、シャンデリアなど旧建物の空間構成を再現。新旧銘板の併設など記憶の継承を意図した。住戸は純粋に居住用のみではなく、ホテルライクな住まい方やSOHO的な使い方など現代渋谷における多種多様なライフスタイルに対応できるような計画とした。また既存のnLDKの概念に囚われずかつこれまでのメニュープランの枠を超えて、1室空間へとプラン変更できるスタジオプランの提案を行っている。